# Crossosoma parvum
Crossosoma parvum är en mångfotingart som beskrevs av Pius Strasser 1979. Crossosoma parvum ingår i släktet Crossosoma och familjen knöldubbelfotingar. Inga underarter finns listade i Catalogue of Life.